# Maciej Romanowicz
Maciej Rafał Romanowicz (ur. 9 sierpnia 1938, zm. 6 marca 2020) – polski stomatolog, prof. dr hab.

## Życiorys
Obronił pracę doktorską, 16 grudnia 1996 habilitował się na podstawie pracy zatytułowanej Ocena przydatności elektroanalgezji w zabiegach szlifowania zębów na podstawie obiektywnych i subiektywnych wskaźników reakcji bólowej. 18 listopada 2002 nadano mu tytuł profesora w zakresie nauk medycznych.
Piastował funkcję profesora zwyczajnego i kierownika w Katedrze Protetyki Stomatologicznej i Zaburzeń Czynnościowych Narządu Żucia Uniwersytetu Medycznego w Łodzi.
Przez wiele lat był członkiem zarządu Łódzkiego Klubu Sportowego oraz kierownikiem sekcji koszykówki i sekcji hokeja na lodzie.
Zmarł w marcu 2020. Został pochowany na Starym Cmentarzu w Łodzi.